# David Wanklyn
Malcolm David Wanklyn, né le 28 juin 1911 et disparu en mission le 14 avril 1942, est un officier de la Royal Navy. Il est considéré comme un as des sous-mariniers (en) des forces alliées durant la Seconde Guerre mondiale.
Né en 1911 au sein d'une influente famille de Calcutta, Wanklyn a été attiré par la carrière militaire dès son plus jeune âge. Son père, un ingénieur et prospère homme d'affaires, avait servi dans l'armée britannique durant la Première Guerre mondiale et un de ses oncles avait commandé un contre-torpilleur (destroyer) durant la bataille de l'Atlantique contre les sous-marins allemands.
Il développa une passion pour le monde maritime à 5 ans et s'appliqua à intégrer la Royal Navy à l'âge de 14 ans. Malgré quelques troubles physiques, il fut déclaré apte par le comité de sélection. Il passa assez rapidement officié breveté et fut promu sous-lieutenant en 1931 puis lieutenant deux ans plus tard, en 1933. Après avoir servi sur un certain nombre de navires de surface, il rejoignit le service sous-marinier de la marine britannique.
Après le début de la Seconde Guerre mondiale, il fut affecté comme commandant du HMS 131 entre février et août 1940. Il patrouilla avec en mer du Nord et coula un navire. En août, il fut nommé commandant du HMS Upholder, nouvellement admis au service actif, qui fut réassigné à la Méditerranée en décembre 1940. Wanklyn entama la première de ses patrouilles en janvier 1941 et demeura affecté aux opérations de la bataille de la Méditerranée pour le reste de sa carrière.
En 15 mois d'opérations, Wanklyn dirigea le HMS Upholder durant 27 patrouilles au cours desquelles il envoya par le fond 8 navires et endommagea deux navires italiens appartenant à la Regia Marina ou à la marine marchande. Parmi ces navires italiens coulés, on compte un destroyer, un dragueur de mines et, fait rarissime, trois sous-marins tandis qu'un croiseur léger est l'un des deux navires endommagés. Il coula également trois navires marchands allemands, en endommagea un ainsi qu'un navire de Vichy. Au total, il envoya par le fond 128 353 tonnes de navires ennemis.
Le 16 décembre 1941, pour son action du 24 mai 1941, fut publié l'acte lui accordant la Croix de Victoria, la plus haute et plus prestigieuse récompense pour bravoure face à l'ennemi qui puisse être accordée à du personnel des forces britanniques ou du Commonwealth.
Le 14 avril 1942, durant sa 28e patrouille, Wanklyn et son équipage furent portés « disparus en mission ». Son sort exact reste inconnu mais la recherche suggère que le Upholder fut coulé par une combinaison de navires de guerre italiens et d'avions allemands.
En 1986, la Royal Navy mis en service un autre sous-marin de la classe Victoria portant le même nom qui servit jusqu'en 1994 avec son transfert à la marine royale canadienne (Royal Canadian Navy) sous le nom de NCSM Chicoutimi où il est toujours actif.

## Biographie

### Jeunesse et famille
Les parents de David Wanklyn sont William Lumb Wanklyn et Marjorie Wanklyn. Son père était anglais et ses grands-parents maternels étaient irlandais.Lorsqu'il était jeune, Wanklyn préférait se voir comme un Écossais. Il a passé ses années de formation en Écosse et a développé une grande affinité pour ce pays et sa population. Il y apprend le tir et y applique ses compétences en pèche.
Le père de Wanklyn est né en Argentine, où ses ancêtres s'étaient installés au XIXe siècle, et dans le comté écossais de l'Airshire. Son grand-père maternel, Frederick, fut directeur général d'une banque commerciale de Rio de La Plata jusqu'à sa faillite en 1875

### Royal Navy

#### Formation et débuts
En 1925, il s'applique à rejoindre la marine royale britannique. Durant son passage devant le comité de sélection, il est découvert qu'il souffrait de daltonisme ; trouble congénital qui aurait dû mettre un terme à sa carrière.
Par chance pour lui, l'officier-médecin fut patient et lui expliqua les différences entre ce qu'il croyait voire et la réalité. Il passa les examens écrits et négocia l'accord du Comité de sélection de l'Amirauté (en). Il put ainsi intégrer le Collège royal Brittania de la Marine.
Le 1er mai 1929, après avoir terminé major dans cinq matières, il navigua comme aspirant avant d'être affecté sur le cuirassé HMS Marlborough de la troisième escadre de combat et l'année suivante, en septembre 1931, sur le croiseur de bataille HMS Renown sur lequel il servit avec son camarade et futur vice-amiral Peter Gretton. Tandis qu'il servait sur ce navire, il fut promu à titre provisoire enseigne de vaisseau de deuxième classe non commissionné avant d'être confirmé dans ce grade le 1er janvier 1932. Peu après, il fut transféré à l'école d'artillerie de marine HMS Excellent sur Whale Island, près de Portsmouth dans le Hampshire, afin de se perfectionner en navigation maritime dans le but d'obtenir sa qualification au grade d'enseigne de vaisseau de 1re classe ; grade qu'il obtint le 1er février 1933.

#### Service sous-marin
Après avoir suivi des cours en 1932, il est transféré en février 1933 au HMS Dolphin, à Gosport, où se situait l'école des sous-mariniers de la Royal Navy, et y subit un entraînement intensif. En septembre, il est affecté pour la première fois sur un sous-marin, le HMS Oberon (P21) qui faisait partie de la Flotte de la Méditerranée. En 1934, il effectua à son poste un tour de la Méditerranée, visitant Gibraltar, Malte, l'Algérie la France et l'Italie. En octobre, il fut transféré sur le HMS L56, basé avec le reste de la sixième flottille de sous-marins à Portsmouth, sur lequel il passa un an avant d'y être nommé au poste de premier lieutenant (First Lieutenant). Il apprit nombre des fonctions d'officier et fut responsable de la discipline et des plans de plongée (diving plane). Il se rappellera des performances des sous-marins britanniques de classe L lorsqu'il en commandera au début de 1940. Il servit en tant qu'officier en second sur le HMS Shark durant la majorité des années 1937 et 1938.
Il patrouilla aux alentours de Gibraltar durant la guerre d'Espagne avec comme instruction de couler tout navire des marines républicaine (en) ou nationaliste qui s'attacheraient à attaquer des navires britanniques. Une fois, le sous-marin croisa un U-boot à une distance de un mille nautique sans entreprendre d'action. Tandis qu'il était basé à Malte, il épousa le 5 mai 1938, sa petite amie Betty en l'église anglicane de la sainte Trinité de Tas-Sliema. À cette occasion, il invita, alors que cela n'était pas l'usage mais il n'y voyait pas d'inconvénient, l'ensemble de ses officiers et hommes d'équipage à former sa garde d'honneur.
Wanklyn retourna à Gosport en juillet 1939 et devint en août le commandant en second du HMS Otway, affecté à la cinquième flottille de sous-marins. Le navire quitta Gosport le 24 août, direction Gibraltar pour se ravitailler en fuel et vivres. Avec le début de la guerre, Wanklyn fut déployé à Malte le 2 septembre puis à Alexandrie le 2 octobre 1939. Jusqu'à la fin de la « Drôle de guerre », le Otway fut en entraînement. Le jour de Noël, le navire était à quai à Marseille lorsque Wanklyn reçu un nouveau commandement. Il fut conduit à Paris où il passa le Boxing Day et de là à Cherbourg ou il embarqua pour l'Angleterre.

### Seconde Guerre mondiale
Wanklyn fut alors promu le 5 février 1940 en étant nommé commandant du HMS H31 avec lequel il mena plusieurs exercices dans lesmois qui suivirent avant un rééquipement en avril. En juillet, à la suite de la défaite des Pays-Bas, de la Belgique et de la France, la situation pour la Royal Navy était grave. Quelque 14 sous-marins avaient été perdus tandis que l'armée britannique avait, en évacuant, mis un terme à la campagne de Norvège en juin. Ainsi, la marine défendait des eaux face à des côtes hostiles depuis le nord de la Norvège aux côtes atlantiques françaises et se préparait à une invasion allemande dans le cas où l'aviation succomberait durant la bataille d'Angleterre. Elle était également occupée à défendre les voies de communication dans la Manche — durant la bataille du canal — et l'Atlantique.

#### Opérations dans la mer du Nord
Pour faire pression sur les forces navales allemandes, Wanklyn fut envoyé en patrouille le 14 juillet et il arriva sur les côtes hollandaises le 18. Au nord de l'île de Terschelling, il repéra une formation de trois chalutiers armés. Après avoir passé une heure à contourner les navires, il envoya une torpille à 7 h 37, depuis une distance de 900 yards (822,96 m), sur le cap 125 pour avoir l'ensemble des navires proches de la trajectoire et ainsi maximiser les chances d'en toucher un. Écoutant la torpille via les hydrophones, il put entendre deux minutes plus tard une explosion : le navire de lutte anti-sous-marine UJ-126 coulait. Durant les 20 minutes suivantes, huit grenades explosèrent à proximité du sous-marin, la plus proche à seulement 250 yards (228,6 m), avant que les Allemands n'abandonnent et se retirent vers l'est. Une courte remarque fut notée dans le livre de bord pour marquer la victoire : 
« The behaviour of the crew was most satisfactory. »
« le comportement de l'équipage a été très satisfaisant. »
 Wanklyn retourna alors au port de Blyth.
Son succès fut récompensé en août 1940 avec son transfert à Barrow-in-Furness où il fut nommé commandant du HMS Upholder, alors en construction. ce navire était un sous-marin britannique de classe U équipé de 6 tubes lance-torpilles et transportant 8 à 10 torpilles. Il était également doté en armement secondaire d'un canon de 76 mm QF 3-inch 20 cwt. D'une longueur de 192 pieds (58,5216 m) et d'un maître-bau de 12 pieds (3,6576 m), il disposait d'une vitesse en surface de 12 nœuds et de 9 en plongée avec la capacité d'atteindre la profondeur périscopique en 45 secondes. Lancé en juillet 1940, Wanklyn en prit le commandement juste après qu'il est terminé et avoir surveillé la fin de sa construction.
Après cinq mois d'équipement et d'essais en mer, le navire est déclaré opérationnel pour le combat. Wanklyn part pour la Méditerranée le 10 décembre 1940 en passant par Gibraltar avant d'être déployé le 14 janvier 1941 à Malte, assiégée par les Regia Marina et Regia Aeronautica. L'objectif de la marine britannique est de harceler les voies de communication italiennes afin d'empêcher le ravitaillement des troupes italiennes combattant en Afrique du Nord puis l'Afrika Korps. Le HMS Upholder est assigné à la 10e flottille de sous-marins commandée par l'amiral Max Horton qui a nommé le capitaine de frégate George Simpson responsable des unités basée à Malte. Durant son trajet, le HMS Upholder fournit une couverture lointaine à la flotte de ravitaillement de l'opération Excess.

#### Théâtre méditerranéen
Le 26 janvier, à 1 h 30, en mission d'attaque de convois, il entama une attaque en surface en évitant un contre-torpilleur mais manque ses deux tirs et il en fut de même sur un autre convoi. Le 28 janvier, resté non détecté, il endommagea à 900 mètres le navire de transport de 7 500 tonnes Duisburg. Le 30 janvier, il tire deux torpilles contre un convoi et revendique avoir touché un cargo de 5 000 tonnes mais cela n'a pas été confirmé. Ayant épuisé ses torpilles, Wanklyn retourna à Malte le 1er février.
Wanklyn fut de retour en mer le 12 février. Au cours de cette mission, il entama de nuit une attaque contre un sous-marin avant de l'abandonner, ayant réalisé grâce à sa silhouette qu'il était également britannique. Il a été découvert plus tard qu'il s'agissait d'un sous-marin de classe T, le HMS Truant. Dix jours plus tard, les restrictions d'engagement concernant les sous-marins sont levées en Méditerranée, leur permettant ainsi de « couler à vue ».

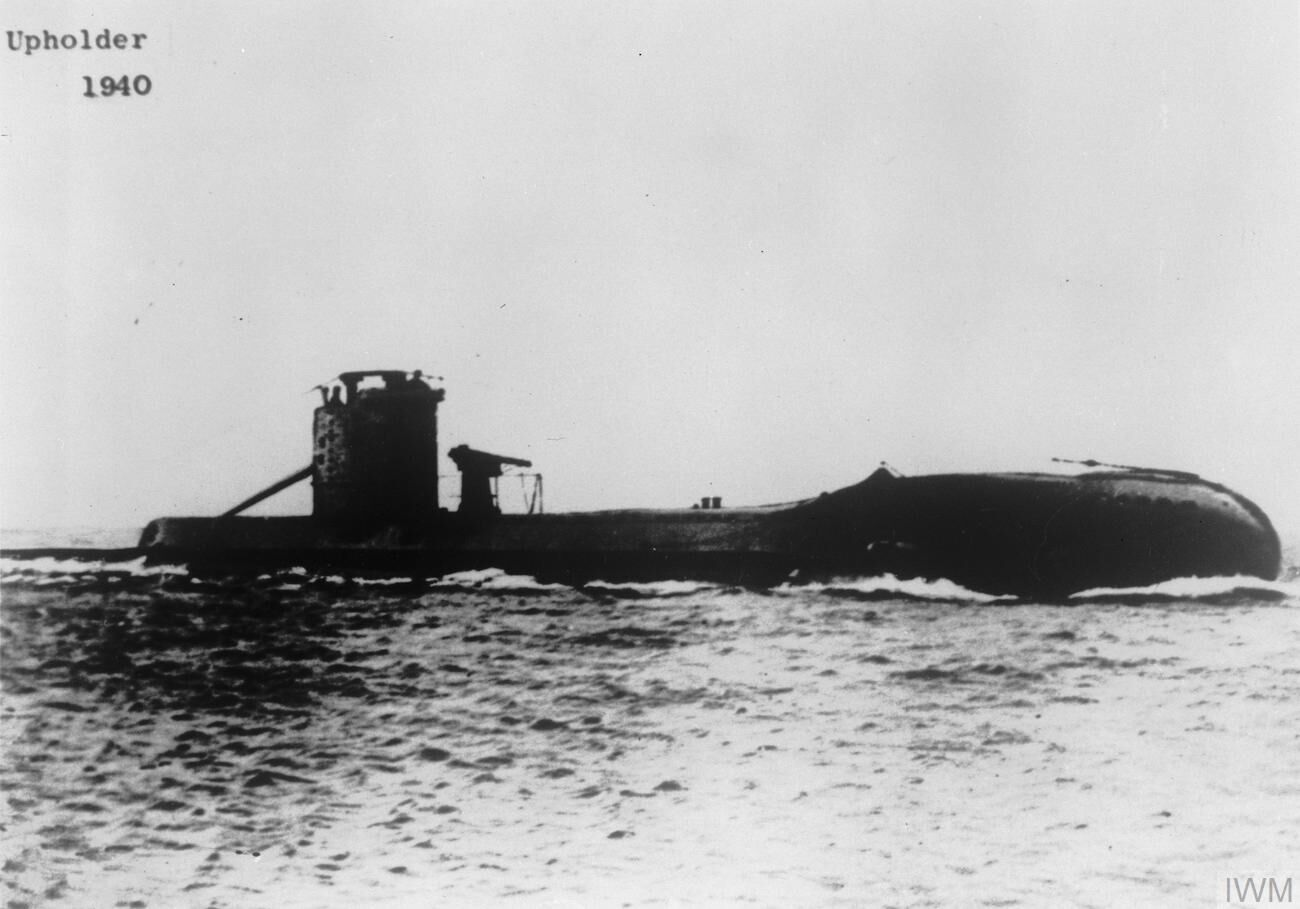
Le à la fin de l'année 1940.

Le 10 mars, un convoi de petits navires avec ballast fut aperçu au large de Tripoli. Conscient du manque de torpilles, il se retint d'engager le combat. Le 3 avril, il aperçut un convoi mais celui-ci était trop éloigné. Le 10 du même mois, une seconde attaque échoua du fait de la détection de l'approche des torpilles et de la réussite des manœuvres d'évitement. Le HMS Upholder fit l'objet d'une soudaine contre-attaque qui l'obligea à plonger pour éviter une torpille détectée aux hydrophones. Plutôt que d'abandonner, Wanklyn décida de continuer la détection de convois. Ainsi, le 12 avril, il aperçut 5 grands navires escortés par trois contre-torpilleurs. Il fit surface pour transmettre leur position au quartier-général maltais mais fut obligé de plonger à la suite de sa détection par un avion de l'Axe. Il répéta plus tard la procédure avec succès et tira une fusée éclairante vers le convoi qui fit rapidement demi-tour vers son port d'origine. Cela attira la 14e flottille de contre-torpilleurs, comprenant les HMS Janus, Jervis, Mohawk et Juno, mais qui n'entra pas en contact durant la nuit. Dans les jours qui suivirent, durant la bataille des îles Kerkennah, la même tactique permis à d'autres sous-marins de guider la flottille qui détruit le convoi contre la perte d'un contre-torpilleur.
Au début du mois d'avril, les services de renseignement de la marine britannique reçurent un rapport indiquant qu'Albert Kesselring, commandant-en-chef de la Luftwaffe en Méditerranée avait ses quartiers dans l'hôtel Miramar de Taormine en Sicile. Le HMS Upholder fut sélectionné pour déposer à terre 23 commandos devant éliminer le général tout en les couvrant avec le canon du navire avant de les récupérer 40 minutes plus tard. Le lieu du débarquement étant très rocheux, le navire fut renforcé pour le protéger des roches. La veille de l'opération, celle-ci est repoussée et le sous-marin affecté à l'interception d'un convoi venant de Naples. Deux jours plus tard, les renseignements rapportèrent qu'A. Kesselring avait quitté le secteur et l'opération fut annulée.
Wanklyn rejoignit les rangs des as sous-mariniers en moins de 10 jours. G. Simpson reçut un rapport des renseignements de la marine indiquant que deux croiseurs et contre-torpilleurs ont quitté un port de Sicile et ont rendez-vous avec un convoi au sud des îles Kerkennah. Wanklyn reçut l'ordre de rester dans les eaux de Lampedusa, à mi-chemin entre Malte et la Tunisie. Ne repérant rien, Wanklyn navigua vers les côtes tunisiennes et sélectionna un secteur connu pour son trafic. Le 25 avril, Wanklyn repéra un cargo et son chalutier armé d'escorte et fit en sorte de rester non détecté jusqu'à ce qu'il tire deux torpilles qui frappèrent le navire qui coula lentement en 6 heures. Ce dernier fut plus tard identifié comme étant le Antonietta Lauro, chargé de nitrates pour l'Italie.
Le jour suivant, le 26 avril, il repéra deux navires qui s'étaient échoués. Il attendit l'obscurité pour pouvoir partir discrètement et s'approcher du cargo et du contre-torpilleur d'escorte dans l'espoir de les frapper. Alors qu'il s'approche du contre-torpilleur pour l'éliminer en premier, il s'échoua dans 29 pieds (8,84 m)d'eau. Ne pouvant risquer de lancer une torpille dans aussi peu d'eau, il se déplaça à côté du cargo qui fut lourdement endommagé et s'avéra avoir été déserté par son personnel allemand. Le pont du navire était recouvert de motocycles, voitures et camions affectés à l'Afrika Korps. Wanklyn ordonne l'abordage pour récupérer le maximum d'éléments et poser des charges pour le saborder. Il décide ensuite de frapper le contre-torpilleur qui était coincé dans des eaux peu profondes, jusqu'au lendemain. Mais le HMS Upholder s'échoua de nouveau et l'attaque dut être abandonnée. Le navire prit ensuite la direction de la base avec ce seul Arta comme navire détruit.
En Afrique du Nord, à la suite du déclenchement de l'opération Sonnenblume, les troupes britanniques furent obligées de quitter la Libye à la fin avril tandis que la forteresse de Tobrouk tombait. G. Simpson ordonna, entre le 27 avril et le 1er mai, à ses sous-marins HMS Upholder, Ursula et Upright d'intercepter les convois de ravitaillement en partance de Naples. En appui, l'amiral Max Horton constitua une 5e flottille de contre-torpilleurs avec le croiseur léger Gloucester. Le 1er mai, les HMS Upholder et Ursula entrèrent en contact avec un convoi mais celui-ci était trop rapide pour permettre aux sous-marins de se mettre à portée de tir. Six heures plus tard, Wanklyn détecta cinq navires de transport et quatre contre-torpilleurs naviguant en zigzag pour éviter les attaques sous-marines. Malgré une mer difficile, Wanklyn tira une salve de trois torpilles sur les deux plus gros navires qui se superposaient. Trois explosions furent entendues : le paquebot allemand Leverkusen en reçut deux et coula par la poupe tandis que la dernière torpille toucha durement l'Arcturus à la proue. Après une légère contre-attaque allemande, Wanklyn utilisa ses deux dernières torpilles pour achever le navire endommagé.
À la fin, un total de 19 000 tonnes avaient été coulées. G. Simpson recommanda immédiatement Wanklyn et ses officiers pour des récompenses,,.

#### Sous-marinier d'élite
De retour à terre, il passe 24 heures à faire son rapport à G. Simpson et à vérifier les préparatifs de la prochaine sortie. Il fit cela immédiatement car aucun commandant ne savait quand il devrait rentrer en action. Les bilans et stress des opérations amenèrent G. Simpson à envoyer ses commandants à la campagne lorsque le rythme des opérations se calmait. Les lettres de Wanklyn à sa femme étaient expédiées depuis le palais Saint-Antoine où il devint l'invité fréquent du gouverneur et général sir William Dobbie. Afin de se détendre, Wanklyn gérait sa porcherie, pratiquait occasionnellement la chasse et surtout la pêche. Bien que quelque peu austère, Wanklyn jouait de la guitare et buvait pour se lier avec ses officiers et son équipage.
Wanklyn retourna en mission le 15 mai après qu'un convoi de cinq croiseurs et petits navires eut été repéré dans le détroit de Messine par le Unique. La malchance frappa le début de la mission :
- une torpille fuita et dut être rechargée en submersion ;
- un convoi fut repéré mais était trop proche des côtes ;
- l'ASDIC tomba en panne ;
- une rondelle défectueuse provoqua une voie d'eau qui détruisit l'isolation d'un plomb.

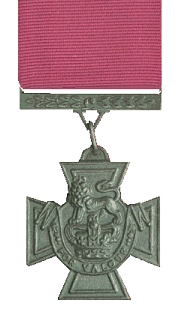
La Croix de Victoria.

Un après-midi, un message l'informa de la présence d'un convoi près de Patras. Un convoi, à peine visible avec la côte en arrière-plan, composé d'un navire à vapeur, de deux pétroliers et d'une corvette, fut repéré. Wanklyn lâcha une salve de trois torpilles à 7 000 yards (6 400,8 m). Une explosion fut entendue avant que deux autres suivirent quelques minutes plus tard : si la première torpille endommagea un pétrolier de 4 000 tonnes, les deux autres explosèrent en atteignant la côte. Six charges sous-marines furent lancées mais à plus d'un mile. Le 22 mai, un navire hôpital passa sans encombre.
Le 23 mai est repéré un convoi de deux pétroliers et leur escorte. L'observation au périscope permet de voir qu'un des navires est sous pavillon français et amène la consultation des livres d'identification pour déterminer son identité. L'équipage repéra une partie de son nom sur la coque : Damieni. Il fut ainsi identifié comme le Capitaine Damieni, navire vichyste affrété par les Italiens. Le second navire était quant à lui nommé Alberta. Ne disposant pas de renseignement sur la présence de navires neutres dans le secteur, Wanklyn décida d'attaquer. Une salve de trois torpilles fut envoyée: le Capitaine Damieni coula par la poupe à 10 kilomètres au sud-ouest de la pointe de Pellaro (en). L'Alberta effectua des manœuvres d'évasion tandis que les navires d'escortes lâchèrent 26 charges sous-marines et chassèrent l'Upholdertoute l'après-midi. Dépourvu d'ASDIC, Wanklyn ne pouvait que difficilement suivre les mouvements italiens. Après l'abandon des recherches, Wanklyn remonta vers la surface à la tombée de la nuit.
Dans la nuit grandissante, il aperçut au périscope un grand navire avec cinq contre-torpilleurs en escorte. il s'agissait d'un paquebot converti en transport de troupe, le SS Conte Rosso. Alors qu'il effectuait ses manœuvres d'approche, l'Upholder fut frôlé par un contre-torpilleur de classe Freccia qui ne le vit pas. Wanklyn tira ses torpilles et plongea à 150 pieds (45,72 m) avant d'entendre deux explosions. Le navire portant le pavillon du contre-amiral Francesco Canzoneri coula avec 2 279 soldats et membres d’équipage — dont 1432 survécurent — à une cinquantaine de kilomètres (27 nm) à l'est de la commune sicilienne de Portopalo di Capo Passero. Dans les heures qui suivirent, 37 charges sous-marines de la contre-attaque furent évitées.
Le torpillage de ce navire de 18 000 tonnes qui était sévèrement escorté et sans assistance de l'ASDIC amena les autorités britanniques à décerner à David Wanklyn la Croix de Victoria, la plus haute distinction honorifique militaire britannique pour acte de bravoure devant l'ennemi. L'attribution de la Croix de Victoria fut publiée dans la The London Gazette le 1er décembre 1941. Quelques jours après cette action, un canot de sauvetage échoué à Malte fut trouvé, confirmant ainsi le torpillage
Wanklyn étant le meilleur as sous-marinier des forces alliées, le commandant Simpson, soucieux de le conserver en vie, le retira des opérations tandis que l'équipage du HMS Upholder ne connut pas cette pause. En l'absence de Wanklyn, un nouveau commandant de 27 ans, Arthur Hezlet (en), prit la relève. A. Hezlet était un commandant agressif et G. Simpson souhaitant retourner intact le HMS Upholder à Wanklyn, l'affecta à l'axe Messine–Tripoli plutôt qu'à des opérations plus risquées le long des côtes. Durant tout le mois de juin 1941, le sous-marin ne croisa sur sa route qu'un unique navire-hôpital.
Les HMS Upholder et Unbeaten reçurent l'ordre de reprendre la mer le 24 juin afin d'intercepter un convoi de 4 navires de transport allant de Naples à Tripoli. Wanklyn prit, par erreur, position 8 miles trop à l'ouest. les hydrophones captèrent des bruits d'hélice et occasionnellement de charges sous-marines mais le sous-marin ne vit pas le convoi. Le navire fut rappelé et arriva à Malte le 27 juin ; mettant un terme à ce qui constitua sa patrouille la plus courte et la première où Wanklyn ne détruisit aucun navire. Durant cette patrouille, un correspondant de guerre et futur acteur, le commandant Anthony Kimmins, avait embarqué à bord du HMS Upholder afin de rédiger un article pour le magazine The Listener (en) qui fut diffusé sur les ondes de la BBC Home Service le 20 février 1942.

#### Été 1941

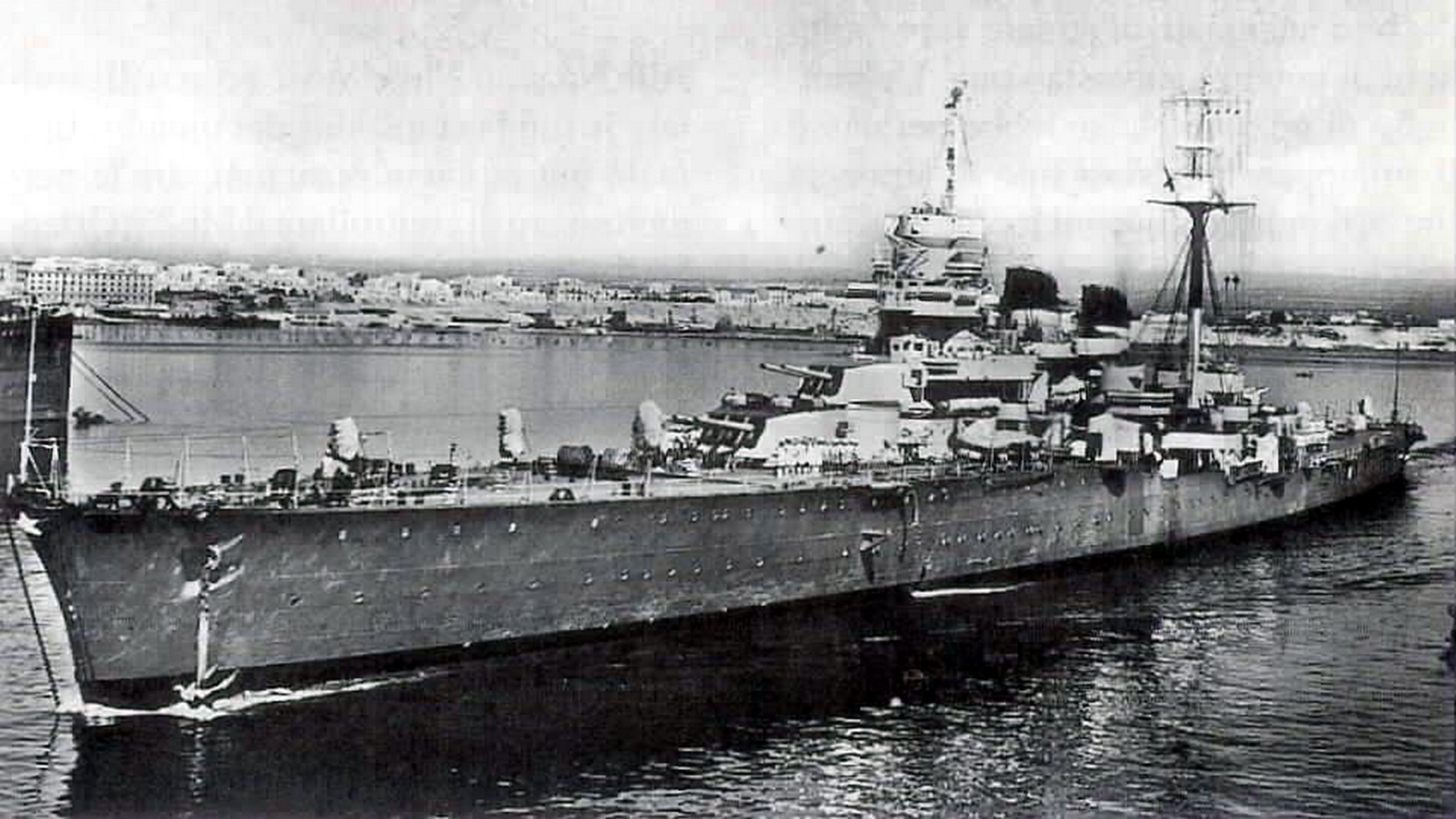
Le Giuseppe Garibaldi, navire torpillé par Wanklyn, endommagé en juillet 1941.

Wanklyn reçut l'ordre de prendre la mer le 30 juin pour se rendre au sud du détroit de Messine. En moins de 24 heures, il repéra un paquebot. L'Upholder était à très courte portée lorsqu'une salve de trois torpilles fut tirée mais la compétence du capitaine italien lui permit de les éviter en zigzaguant. Wanklyn conclut que les torpilles étaient probablement passées sous le navire. Les deux jours suivants furent consacrés à éviter deux contre-torpilleurs qui croisaient dans le but de libérer le passage pour un convoi. le 3 juillet, un pétrolier de 4 000 tonnes apparut à l'horizon, longeant la côte ; Wanklyn se lança à sa poursuite mais dut abandonner lorsqu'il changea de cap autour du cap dell'Armi. trois heures plus tard, aux alentours du cap Spartivento, trois navires escortés par un contre-torpilleur furent repérés. L'escorte lança une charge sous-marine et s'élança contre l'Upholder qui plongea immédiatement à 45 pieds (13,716 m) avant de remonter à l'immersion périscopique lorsque le contre-torpilleur fut entendu partant vers l'ouest. Il engagea alors un cargo chargé de caisses en bois : deux explosions furent entendues ainsi qu'un signal de détresse permettant de l'identifier comme le Laura C. Le contre-torpilleur lança alors 19 charges sous-marines qui explosèrent suffisamment proches pour briser les ampoules et endommager le sous-marin. Plus tard, un chasseur de sous-marin lança 27 charges supplémentaires au large de sa cible. Le HMS Upholder retourna à Malte le 8 juillet.
Le 19 juillet, l'Upholder quitta de nouveau le port pour prendre part à l'opération Substance, — mission de ravitaillement de l'île —, en tant que flanc-garde au sud de l'île de Marettimo. Au bout de deux jours, il fit mouvement vers San Vito Lo Capo, à la pointe ouest de la Sicile afin de couvrir les mouvements germano-italiens venant de Palerme. Le 24 juillet, il repéra et engagea un navire de transport escorté par un seul contre-torpilleur d'escorte. Il plongea et lança une salve de trois torpilles à 5 000 yards (4 572 m) de distance dont l'une toucha et coula sa victime, un navire de 5 000 tonnes, le Dandolo. Le contre-torpilleur effectua une chasse aux hydrophones et largua 17 charges sous-marines mais l'Upholder plongea à 150 pieds (45,72 m) et se retira à nord-ouest. Avec ce torpillage, Wanklyn avait coulé 67 000 tonnes de navires.
Le 28 juillet, alors qu'il navigue dans un épais brouillard au nord de Marettimo, il repère un croiseur escorté par des contre-torpilleurs. Alors que les escorteurs zigzaguaient de chaque côté du croiseur, celui-ci maintenait une trajectoire régulière. Il fut identifié comme étant le Giuseppe Garibaldi et naviguait à la vitesse élevée de 28 nœuds d'après les 230 rotations par minute de l’hélice relevées par l'ASDIC. Décidant rapidement de ne pas manquer une telle chance, il tira, à une distance de 4 000 yards (3 657,6 m) une salve de 4 torpilles Mark IV (dont la vitesse d'attaque était de 35 nœuds) avec un intervalle de 12 secondes entre chacune avant de plonger immédiatement. L'équipage put entendre distinctement deux explosions qui amenèrent le croiseur à stopper tandis que son escorte créa un écran de fumée — empêchant toute analyse des dégâts par le sous-marin — et largua des charges sous-marines durant 45 minutes. Les officiers de l'Upholder en décomptèrent 38. Retournant à Malte, l'équipage du sous-marin apprit le succès de l'opération avec l'arrivée du convoi dont il assurait la couverture,.
Durant l'été, les sous-mariniers britanniques se firent notifier la vulnérabilité du réseau ferré sur les côtes italiennes. Les sous-marins britanniques réalisèrent alors des opérations de dépôt de saboteurs le long de la côte. Une fois, un sous-marin en surface détruisit une locomotive avec son canon de pont. Le 15 août 1941, le HMS Upholder prit la mer en direction du secteur de Marettimo dans le but d'exécuter une mission de ce type. Dans ce secteur, Wanklyn fut dirigé vers deux convois mais les manqua. Le 20 août, il fit mouvement vers le cap de Saint-Vito et repéra après le petit-déjeuner un petit cargo et un chalutier. Wanklyn ordonna le lancement de deux torpilles dont l'une frappa le navire Enotria qui coula. Le chalutier largua hâtivement des charges sous-marines avant de retraiter vers l'ouest, en direction de Trapani. Wanklyn le suivit et observa le port subissant une attaque aérienne,.
Wanklyn redéploya ensuite le HMS Upholder dans le secteur de Marettimo. Dans l'après-midi du 22 août, les guetteurs repérèrent trois pétroliers escortés par trois contre-torpilleurs et un hydravion à coque. Wanklyn cibla le navire de tête alors que l'hydravion était de l'autre côté du convoi et que le contre-torpilleur le plus proche de lui fit mouvement pour couvrir l'arrière. Le pétrolier disposait de trois batteries sur le pont et disposait d'un camouflage mauve et kaki. Wanklyn fit lancer une salve complète dont deux torpilles frappèrent le navire, le Lussin, qui coula. Wanklyn nota que 43 charges sous-marines furent larguées en 8 minutes, avant un autre largage de 18. La tactique italienne était éprouvée : à un moment, l'Upholder fut pris en tenaille par deux contre-torpilleurs. Wanklyn pensait que les Italiens le manquèrent de 200 yards (182,88 m) à cause d'une vitesse excessive. le 24 août, Wanklyn attaqua un convoi incluant le cuirassé Giulio Cesare, deux croiseurs et six contre-torpilleurs. À trois milles nautiques, Wanklyn lança deux torpilles sur un croiseur qui fut touché et endommagé. L'escorte largua 32 charges sous-marines dont certaines passèrent près du sous-marin.
Le jour suivant, Wanklyn fit débarquer un commando près de Palerme qui ne trouva aucune cible et retourna au sous-marin après quelques accrochages avec des patrouilles italiennes. En récupérant le commando, le sous-marin subit des feux depuis la côte. Ce genre d'opération est très risqué à cause de la menace des vedettes lance-torpilles. Le HMS Urge eut plus de succès dans une opération de ce type avec la destruction d'un pont près de Taormine. Une autre patrouille infructueuse suivit et prit fin le 1er septembre : Wanklyn engagea les paquebots Neptunia, Oceania & Marco Polo mais toutes les torpilles lancées manquèrent leur cible tandis que le sous-marin subissait l'habituelle contre-attaque.

##### Le convoi desNeptunia,Oceania&Duisburg
Le jour suivant son retour, plusieurs membres de l'équipage de l'Upholder furent récompensés ; notamment Wanklyn qui reçut l'ordre du Service distingué tandis que sa Croix de Victoria n'avait pas été annoncée publiquement. G. Simpson ordonna à l'ensemble des sous-marins de la base de Malte, les HMS Upright, Ursula et Unbeaten de patrouiller sur les voies maritimes de Tripoli pour intercepter le convoi que Wanklyn avait manqué deux jours plus tôt. Le 18 septembre 1941 à 3 h 00, Wanklyn reçut un message de l'Unbeaten lui signalant que le convoi était repéré.
Dans la nuit, à grande distance pour contourner l'écran de protection de l'escorte, Wanklyn lança une salve de quatre torpilles alors que le sous-marin, — qui était en surface car la nuit était trop épaisse pour lancer une attaque en plongée contre un convoi rapide —, ne pouvait dépasser les 10,5 nœuds et que la houle le faisait tanguer, compliquant l'ajustage du tir. À un moment, Wanklyn constata que plusieurs cibles se chevauchaient et que s'il tirait sur la poupe de l'un, il tirait également sur la proue de l'autre. Aussi, lança-i-il deux torpilles supplémentaires.
Deux torpilles frappèrent une cible. La première détruisit l'hélice de l'Oceania qui fut ainsi stoppé. L'autre frappa et créa une large brèche dans le Neptunia. Wanklyn se retira pour recharger avant de revenir pour achever l'Oceania. Durant la manœuvre d'approche, il dut plonger en urgence pour éviter un contre-torpilleur italien et dut passer sous sa cible avant de remonter en surface et tirer une unique torpille qui détruisit le navire qui transportait plusieurs milliers de soldats allemands. Au même moment, l'Unbeaten s'était approché pour le détruire mais vit la seconde explosion au moment de tirer. Le Neptunia se traîna avec un contre-torpilleur à la faible vitesse de cinq nœuds mais les dégâts de l'explosion étaient tels que navire finit par couler. Avec cette action, le bilan de Wanklyn s’accrut de 40 000 tonnes supplémentaires.

#### Fin de l'année 1941
Dans les semaines qui suivirent, l'Upholder connut une « traversée du désert » avec plusieurs patrouilles infructueuses. La patrouille suivante eut lieu entre le 23 septembre et le 2 octobre au nord de Marettimo dans le secteur du cap St Vito. Deux semaines plus tard, à la mi-octobre, le navire opéra avec le HMS Urge dans le secteur de l'archipel tunisien des Kerkennah.
Dans la nuit du 8 novembre 1941, les guetteurs repérèrent, à la lumière de la Lune, près de Melito di Porto Salvo, un sous-marin que Wanklyn estima pouvant être un sous-marin de classe Sirena, Perla ou Argonauta. Une salve complète fut tirée et un bruit d'implosion confirma le torpillage du sous-marin qui ne laissa aucun survivant ; seule une trace d'huile subsistant à la surface.
Trente-six heures plus tard, Wanklun fut témoin de la bataille du convoi Duisburg qui impliqua une flottille de quatre contre-torpilleurs, la Force K du capitaine de vaisseau William Gladstone Agnew (en). Wanklyn engagea et détruisit un traînard, le contre-torpilleur de classe Maestrale Libeccio. Il tenta également de frapper un croiseur mais toucha et endommagea un contre-torpilleur de classe Aviere. Durant la bataille, le gyroscope d'une torpille de l'Upholder tomba en panne et fit revenir la torpille vers le sous-marin mais elle coula avant.

#### Navires coulés ou endommagés
| Date              | Navire                 | Pavillon        | Tonnage | Résultat                                    |
| ----------------- | ---------------------- | --------------- | ------- | ------------------------------------------- |
| 18 juillet 1940   | UJ 126 puis Steiermark | Kriegsmarine    | 455     | coulé aux 58° 28′ N, 5° 01′ E               |
| 28 janvier 1941   | Duisburg               | Kriegsmarine    | 7,400   | endommagé                                   |
| 25 avril 1941     | Antonietta Lauro       | Regia Marina    | 5,500   | coulé aux 34° 57′ N, 11° 44′ E              |
| 26 avril 1941     | Arta                   | Kriegsmarine    | 2,500   | détruit avec ses biens 34° 54′ N, 11° 37′ E |
| 1er mai 1941      | Arcturus               | Kriegsmarine    | 2,500   | coulé aux 34° 38′ N, 11° 39′ E              |
| 1er mai 1941      | Leverkusen             | Kriegsmarine    | 7,400   | coulé aux 34° 38′ N, 11° 39′ E              |
| 20 mai 1941       | pétrolier inconnu      | Regia Marina    | 4,000   | endommagé dans le détroit de Messine        |
| 23 mai 1941       | Capitaine Damiani      | France de Vichy | 5,000   | coulé aux 37° 56′ N, 15° 36′ E              |
| 24 mai 1941       | SS Conte Rosso         | Regia Marina    | 18,000  | coulé aux 36° 41′ N, 15° 42′ E              |
| 3 juillet 1941    | Laura C                | Regia Marina    | 6,100   | coulé aux 37° 55′ N, 15° 44′ E              |
| 24 juillet 1941   | Dandolo                | Regia Marina    | 5,000   | endommagé aux 38° 08′ N, 12° 37′ E          |
| 28 juillet 1941   | Giuseppe Garibaldi     | Regia Marina    | 9,000   | endommagé aux 38° 04′ N, 11° 57′ E          |
| 20 août 1941      | Enotria                | Regia Marina    | 500     | coulé aux 38° 09′ N, 12° 39′ E              |
| 22 août 1941      | Lussin                 | Regia Marina    | 4,000   | coulé                                       |
| 24 août 1941      | Tarvisio               | Regia Marina    | inconnu | endommagé                                   |
| 18 septembre 1941 | Neptunia               | Regia Marina    | 19,500  | coulé aux 33° 01′ N, 14° 49′ E              |
| 18 septembre 1941 | Oceania                | Regia Marina    | 19,500  | coulé aux 33° 01′ N, 14° 49′ E              |
| 7 novembre 1941   | sous-marin inconnu     | Regia Marina    | 1,600   | coulé                                       |
| 9 novembre 1941   | Libeccio               | Regia Marina    | 1,600   | coulé aux 36° 50′ N, 18° 10′ E              |
| 4 janvier 1942    | Sirio                  | Regia Marina    | 5,300   | endommagé aux 38° 07′ N, 35° 52′ E          |
| 5 janvier 1942    | Ammiraglio Saint       | Regia Marina    | 1,500   | coulé aux 38° 22′ N, 15° 22′ E              |
| 27 février 1942   | Tembien                | Regia Marina    | 5,500   | coulé aux 32° 55′ N, 12° 42′ E              |
| 18 mars 1942      | sous-marin Tricheco    | Regia Marina    | 800     | coulé aux 40° 42′ N, 17° 57′ E              |
| 19 mars 1942      | B.14/Maria             | Regia Marina    | 25      | coulé aux 40° 18′ N, 18° 28′ E              |

### Mort
À la fin de l'année 1941, le capitaine de corvette David Wanklyn avait coulé près de 140 000 tonnes de navires.
Il fut déclaré disparu avec l'ensemble de l'équipage de l'Upholder, le 14 avril 1942, lors de sa 25e patrouille, à la suite de son retard. L'explication la plus souvent retenue est que la navire aurait été coulé par une charge sous-marine lancée par un torpilleur de classe Pagaso au nord-est de Tripoli bien qu'aucun débris ne fut aperçu en surface. C'est à plus de 100 miles de la zone de patrouille du HMS Upholder mais il est possible qu'il ait fait mouvement afin d'obtenir plus de cibles. De plus récentes recherches du spécialiste italien de la marine Francesco Mattesini pointent qu'une patrouille aérienne composée de deux Dornier Do 17 et de deux Messerschmitt Bf 110 a attaqué à la bombe un contact sous-marin deux heures avant l'incident du Pegaso. Mais l'auteur soutient également que les équipages des hydravions n'étaient pas certains que la cible qu'ils avaient désignée au Pegaso était un sous-marin ou un groupe de dauphins. Cependant, Mattesini admet la possibilité que le torpilleur ait pu achever le sous-marin, endommagé au préalable par les avions.
Il est également possible que le navire ait été coulé par une mine le 11 avril 1942 ; un sous-marin ayant été aperçu ce jour-là près d'un champ de mines.